# Roger Ferlet (astronome)
Ne doit pas être confondu avec Roger Ferlet (ingénieur, écrivain et journaliste).
Roger Ferlet, né en 1948 à Paris, est un astronome français. Il est directeur de recherche émérite au Centre national de la recherche scientifique (CNRS) et à l’Institut d'astrophysique de Paris et spécialiste des planètes extrasolaires.

## Formation et travaux scientifiques
Roger Ferlet a complété ses études secondaires au Lycée Condorcet de Paris. En 1979, il soutient une thèse de 3e cycle à l’université Pierre-et-Marie-Curie (Paris VII, devenue Sorbonne Université). En 1986, il soutient une thèse d'Etat au sein du même établissement. Il fut boursier de l'Observatoire européen austral (en anglais : ESO, European Southern Observatory) de 1979 à 1982.
Les travaux de Roger Ferlet utilisent essentiellement la spectrométrie d'absorption au sol (notamment à l'ESO et à l'Observatoire Canada-France-Hawaï à Hawaii) et dans l'espace (notamment l'exploitation du satellite FUSE - Far Ultraviolet Spectroscopic Explorer, et du Hubble Space Telescope) pour étudier les milieux interstellaires et intergalactiques, l’abondance des éléments légers (en particulier deutérium et lithium pour leur importance cosmologique), les disques circumstellaires (en particulier celui de Beta Pictoris), les planètes extrasolaires et leurs atmosphères, la matière noire dans le halo de la galaxie,.
Roger Ferlet et ses collègues Alain Lecavelier des Étangs et Alfred Vidal-Madjar ont proposé dès 1987 la présence d'exocomètes autour de l’étoile Beta Pictoris, et ont prédit en 1999 leurs signatures à partir de simulations numériques. En 2019, en utilisant des données photométriques obtenues par le satellite TESS, les prédictions faites 20 ans auparavant ont ainsi été confirmées.

## Publications et ouvrages
Roger Ferlet est l’auteur de plus de 400 articles, dont plusieurs publiés dans des journaux astronomiques tels que Astronomy and Astrophysics, Nature, The Astrophysical Journal et Monthly Notices of the Royal Astronomical Society.
Il a dirigé avec Philippe de La Cotardière Le Grand livre du ciel, publié en 1999 aux éditions Bordas. Cet ouvrage a été re-édité en 2001 et en 2005 sous le titre Le Larousse du ciel.

## Diffusion des sciences
Roger Ferlet est très impliqué dans la diffusion des sciences vers le grand public. Président de la Société astronomique de France de 1997 à 2001, rédacteur en chef de la revue L'Astronomie de 1986 à 1991, coauteur du Larousse du ciel, il est l’un des fondateurs du projet Hands on Universe-Europe (EU-HOU), qui a pour but d’attiser l’intérêt des élèves des collèges et lycées pour la science, par l’exploitation d’observations astronomiques que les élèves effectuent réellement grâce à un réseau européen de télescopes automatiques pilotés via Internet.

## Décorations
- Chevalier de l'Ordre National du Mérite (2000)[10]
- Chevalier de l'Ordre des Palmes Académiques (2018)[11]

## Distinctions
- Prix des Dames de la Société astronomique de France (1989)
- Prix Jules-Janssen de la Société astronomique de France (2011)[12]

En 2009, le projet EU-HOU a reçu la médaille d’argent de la Commission européenne (direction générale de l’éducation et de la culture) dans la catégorie « Créativité et Innovation dans les Technologies de l’Information et de la Communication ». Ce prix a été remis à Roger Ferlet, copilote du projet avec Anne-Laure Melchior. L'astéroïde (44360) Ferlet est nommé en son honneur.